# Nội các Srettha
Nội các Srettha tên chính thức được gọi là Hội đồng Bộ trưởng thứ 63 (คณะรัฐมนตรีไทย คณะที่ 63), được thành lập sau cuộc Tổng tuyển cử thành viên Hạ viện Thái Lan ngày 14 tháng 5 năm 2023. Sau cuộc Tổng tuyển cử không có đảng nào chiếm đa số tuyệt đối trong Quốc hội, giai đoạn đầu Đảng Tiến lên lãnh đạo việc thành lập chính phủ liên minh bằng cách tập hợp 6 đảng chính trị. Đảng sau đó tăng lên 8 đảng và cùng nhau ký biên bản ghi nhớ đề cử Pita Limjaroenrat là thủ tướng thứ 30 nhưng sau cuộc họp Quốc hội bỏ phiếu chống theo đa số, Đảng Tiến lên trao quyền thành lập chính phủ cho Đảng Pheu Thai. Đảng Pheu Thai đã hủy bỏ biên bản ghi nhớ nói trên. Sau đó, tập hợp phiếu bầu gồm 11 đảng chính trị trong vòng mới và đề cử Srettha Thavisin, cựu chủ tịch và giám đốc điều hành Sansiri, làm Thủ tướng thứ 30, người sau này nhận được phiếu ủng hộ từ Thượng viện Thái Lan khóa 12, trong đó phần lớn là cảnh sát và quân đội thân cận với Hội đồng Hòa bình và Trật tự Quốc gia, đặc biệt là những người liên quan đến Tướng Prayut Chan-o-cha, ngoài ra, Settha còn nhận được phiếu bầu từ Tướng Sereepisuth Temeeyaves, cựu thành viên Hội đồng An ninh Quốc gia bỏ phiếu. Nội các là Nội các dân sự đầu tiên sau cuộc đảo chính năm 2014.
Srettha đã bị Tòa án Hiến pháp bãi nhiệm vào ngày 14 tháng 8 năm 2024, kéo theo việc bãi nhiệm toàn bộ nội các. Ngoại trừ bản thân Srettha, các bộ trưởng vẫn giữ chức vụ tạm quyền dưới quyền Phumtham Wechayachai với tư cách là thủ tướng lâm thời cho đến nội các Paetongtarn mới được thành lập.

## Lịch sử

### Đảng Tiến lên thành lập Chính phủ
Sau cuộc tổng tuyển cử thành viên Hạ viện Thái Lan năm 2023, Đảng Tiên lên, đảng có số đại biểu Hạ viện lớn nhất, là lãnh đạo đầu tiên thành lập chính phủ, với Chaitawat Tulathon, Tổng thư ký Đảng Tiên lên đóng vai trò quản lý chính phủ. Tập hợp tất cả các đảng chính trị từng là đảng đối lập trong chính phủ trước được bầu lần này để thành lập chính phủ, cụ thể là Đảng Pheu Thái, Đảng Prachachat, Đảng Thai Sang Thai và Đảng Thai Seri Ruam Thai và các đảng bổ sung sau này là Đảng Công bằng, Đảng Quyền lực Xã hội Mới và Đảng Pheu Thai Ruam Palang. Đã có cuộc họp báo thành lập chính phủ vào ngày 18 tháng 5 năm 2023, trong đó cả 8 đảng đều nhất trí ủng hộ Pita Limjaroenrat, lãnh đạo đảng và người được đề cử làm thủ tướng từ Đảng Tiến lên là thủ tướng thứ 30 của Thái Lan, thành lập nhóm công tác chuyển đổi chính phủ để giải quyết nhiều vấn đề khác nhau và chuẩn bị Biên bản ghi nhớ (MOU) để thành lập chính phủ. Đây được coi là lần đầu tiên trong lịch sử chính trị Thái Lan thành lập chính phủ theo cách này. Sau đó có tin Đảng Mới và Đảng Chart Pattana Kla cũng đã đồng ý tham gia chính phủ. Nhưng vấp phải sự phản đối của người dân nên sau đó đã rút lui.

#### Biên bản ghi nhớ
Tất cả 8 đảng đã ký một biên bản ghi nhớ để thành lập chính phủ vào ngày 22 tháng 5 năm 2023, nhân kỷ niệm 9 năm cuộc đảo chính năm 2014 của Hội đồng Hòa bình và Trật tự Quốc gia. Cùng thời điểm với thời điểm đảo chính, MOU này dựa trên nguyên tắc thúc đẩy các chính sách không ảnh hưởng đến hình thức nhà nước Dân chủ với nhà vua là nguyên thủ quốc gia và sống trong vị trí tôn kính nghĩa là không có nghị trình sửa đổi Mục 112 Bộ luật Hình sự. Hiến pháp mới được Quốc hội lập hiến thông qua, hôn nhân bình đẳng, cải cách quân đội và cảnh sát, nghĩa vụ quân sự tự nguyện, phân cấp quản lý và phục hồi kinh tế, v.v.

### Đảng Pheu Thái thành lập chính phủ
Trong vòng bỏ phiếu đầu tiên chọn Thủ tướng Thái Lan ngày 13/7, Pita chỉ nhận được 324 phiếu để được phê chuẩn làm thủ tướng trong một cuộc họp quốc hội chung, không đủ 376 phiếu theo yêu cầu của Hiến pháp năm 2017 Vương quốc Thái Lan. Và đến ngày 19 tháng 7, Pita lại được đề cử làm Thủ tướng. Nhưng Quốc hội đã giải quyết rằng việc đề cử Thủ tướng được coi là một động thái lặp lại. Kết quả là Pita không thể được đề cử lại trong cùng một cuộc họp. Hai ngày sau, Chaithawat tuyên bố sẽ trao cho Đảng Pheu Thai quyền lãnh đạo chính phủ thay thế. Ông nói rằng có những nhóm chính trị chống đối ông và ông sẽ không cho phép đảng tiến lên thành lập chính phủ thành công.
Ngày hôm sau, Đảng Pheu Thai bắt đầu đàm phán với Đảng Bhumjaithai, Đảng Chart Pattana Kla, và Đảng Quốc gia Thái thống nhất, và ngày hôm sau đàm phán với Đảng Chart Thai Pattana và Đảng Quyền lực Nhà nước Nhân dân, cả 5 đảng đều tuyên bố sẽ không tham gia chính phủ với một đảng chính trị có chính sách bãi bỏ hoặc sửa đổi Mục 112 Bộ luật Hình sự. Sau đó, vào ngày 30 tháng 7, Pheu Đảng Thái công bố đề cử Srettha Thavisin làm Thủ tướng để cuộc họp chung của quốc hội biểu quyết. Sau đó, vào ngày 2 tháng 8, Đảng Pheu Thái hủy bỏ bản ghi nhớ thành lập chính phủ với Đảng Tiến lên. Và vào ngày 7 tháng 8, Đảng Pheu Thái tuyên bố thành lập một chính phủ chính phủ chung với Đảng Bhumjaithai với điều kiện không sửa đổi Mục 112 Bộ luật Hình sự, và không thành lập chính phủ thiểu số, và không đưa Đảng Tiến lên vào chính phủ. Sau đó, vào ngày 9 tháng 8, có thêm một số đảng cùng tham gia chính phủ với Đảng Pheu Thái, đó là Đảng Pheu Thai Rumphalang, Đảng Prachachat, Đảng Tự do Thái Lan, Đảng Quyền lực Xã hội Mới, Đảng Nông thôn Thái Lan và ngày hôm sau, Đảng Chart Thai Pattana được thêm vào. Sau đó có tin Đảng Pheu Thai sẽ nhận được sự ủng hộ từ Đảng Quyền lực Nhà nước Nhân dân và Đảng Quốc gia Thái thống nhất và có thể được tập hợp lại để thành lập một chính phủ. Điều này đi ngược lại những nguyên tắc mà Đảng Pheu Thái vận động trong thời gian bầu cử. Điều này đã gây ra sự chỉ trích từ dư luận. Đảng Tiến lên ngày 15 tháng 8 đã ra quyết định không chấp thuận việc bổ nhiệm một người được Đảng Pheu Thai đề cử làm Thủ tướng. Cùng ngày, Đảng Pheu Thai đã thông qua nghị quyết, tên của Settha đã được đệ trình lên Quốc hội để xem xét và phê chuẩn bổ nhiệm làm Thủ tướng. Hai ngày sau, Đảng Quốc gia Thái thống nhất công bố thành lập chính phủ chung với Đảng Pheu Thai.
Và ngày 21/8, Đảng Pheu Thái đã đưa tất cả các đảng phái chính trị đồng ý tham gia chính phủ. Bao gồm cả Đảng Quyền lực Nhà nước Nhân dân, tổng cộng 11 đảng đã cùng nhau tổ chức họp báo thành lập chính phủ. Các bộ trong liên hiệp được phân bổ theo tỷ lệ. Và tất cả các đảng đã đồng ý cùng nhau thúc đẩy các chính sách chính của Đảng Pheu Thai, như ví kỹ thuật số, tăng mức lương tối thiểu, nghĩa vụ quân sự tự nguyện. Bao gồm cả việc sửa đổi hiến pháp. Cuối cùng, trong cuộc bầu cử Thủ tướng lần thứ ba vào ngày 22 tháng 8, Srettha đã được bầu chọn ủng hộ Thủ tướng từ phiên họp quốc hội chung, 482 phiếu thuận, 165 phiếu chống và 81 phiếu trắng. Kết quả là Srettha trở thành Thủ tướng thứ 30 của Thái Lan.

### Bổ nhiệm nội các
Ngày 1 tháng 9 năm 2023, Quốc vương Vajiralongkorn ban sắc lệnh hoàng gia bổ nhiệm Nội các mới. Việc bổ nhiệm Nội các mới lần này diễn ra 110 ngày sau cuộc bầu cử, khiến đây là Nội các mất nhiều thời gian nhất để hình thành trong lịch sử nội các Thái Lan.
Đảng Pheu Thai có tỷ lệ người nắm giữ chức vụ trong Nội các cao nhất, với 19 ghế, tiếp theo là Đảng Bhumjaithai với 9 ghế, Đảng Quốc gia Thái thống nhất với 5 ghế, Đảng Quyền lực Nhà nước Nhân dân với 4 ghế và Đảng Chart Thai Pattana và Đảng Prachachat, mỗi đảng 1 ghế. Srettha giữ thêm một chức vụ là Bộ trưởng Bộ Tài chính.
Trong Nội các này, Sadawan Wangsuphakijkosol là bộ trưởng trẻ nhất (41 tuổi), còn Sermsak Pongpanich là bộ trưởng lớn tuổi nhất (77 tuổi) và có 5 phụ nữ giữ các chức vụ trong Nội các.
Vào ngày 5 tháng 9 năm 2023, Thủ tướng Srettha Thavisin lãnh đạo Nội các mới gồm 33 người đến yết kiến Nhà vua. Tuyên thệ trước khi nhận nhiệm vụ bằng một cuộc họp đặc biệt được tổ chức vào ngày hôm sau để chuẩn bị cho một tuyên bố chính sách trước Quốc hội.

## Bỏ phiếu Thủ tướng

### Lần thứ nhất
Cuộc bỏ phiếu đầu tiên được tổ chức vào ngày 13 tháng 7 năm 2023. Cuộc bỏ phiếu yêu cầu chấp thuận từ Thành viên Hạ viện kết hợp với Thành viên Thượng viện đủ 375 phiếu theo quy định của Hiến pháp Vương quốc Thái Lan 2017 (ban đầu phải là 376 phiếu, nhưng Renu Tunkachivangoon, Thượng nghị sĩ đã từ chức 1 ngày trước cuộc bỏ phiếu do đó chỉ cần 375 phiếu).
| Bỏ phiếu tín nhiệm Pita Limjaroenrat 13/7/2023 |                |                                                                           |           |
| Quốc hội                                       | Phiều bầu      | Đảng                                                                      | Phiếu bầu |
| Thượng viện                                    | Đồng ý         | Đồng ý                                                                    | 13 / 249  |
| Thượng viện                                    | Không          | Không                                                                     | 34 / 249  |
| Thượng viện                                    | Bỏ phiếu trắng | Bỏ phiếu trắng                                                            | 159 / 249 |
| Thượng viện                                    | Không tham dự  | Không tham dự                                                             | 43 / 249  |
| Hạ viện                                        | Đồng ý         | MFP (151), PTP (141), PCC (8), TST (6), PTR (2), TLP (1), FP (1), SPP (1) | 311 / 500 |
| Hạ viện                                        | Không          | BJT (70), PPRP (40), UTN (36), NDP (1), PTC (1)                           | 148 / 500 |
| Hạ viện                                        | Bỏ phiếu trắng | Dem (25), CP (10), CPK (2), PCC (1), TPP (1), NP (1)                      | 40 / 500  |
| Hạ viện                                        | Không tham dự  | BJT (1)                                                                   | 1 / 500   |

| ↓      |       |                                |
| 324    | 182   | 243                            |
| Đồng ý | Không | Bỏ phiếu trắng + Không tham dự |

Cuộc bỏ phiếu đầu tiên do Pita Limjaroenrat chỉ nhận được 324 phiếu tán thành, không đạt số lượng yêu cầu, Chủ tịch Quốc hội phải quyết định hoãn bỏ phiếu.

### Lần thứ hai
Sau cuộc bỏ phiếu đầu tiên, không tìm được người trở thành Thủ tướng. Vì vậy, cuộc bỏ phiếu tiếp theo đã được hoãn đến ngày 19/7. Sutin Klungsang, đại biểu Hạ viện Đảng Pheu Thai, trình bày lại đề xuất bỏ phiếu cho ứng viên Pita. Nhưng có một số đại biểu phản đối cho rằng theo Mục 41 thì không được lặp lại ứng viên giống nhau, trừ khi có sự thay đổi khác. Sau đó, Chủ tịch Hạ viện mở cuộc họp cho các thành viên Hạ viện và Thượng viện bỏ phiếu về vấn đề này.
| Nghị quyết                               | Đồng ý | Không | Bỏ phiếu trắng | Không tham dự | Tổng |
| Không đề cử ứng viên thủ tướng nhiều lần | 395    | 312   | 8              | 1             | 716  |

Nghị quyết trên đưa ra kết quả Pita không thể được đề cử làm Thủ tướng trong nhiệm kỳ này. Cuộc bỏ phiếu lần thứ ba bị hoãn đến ngày 27 tháng 7 và lại đến ngày 4 tháng 8, sau đó lại bị hoãn vô thời hạn do Văn phòng Thanh tra Thái Lan gửi đơn lên Tòa án Hiến pháp về việc cuộc bỏ phiếu ngày 19 tháng 7 có vi hiến hay không. Kết quả là việc bỏ phiếu bầu Thủ tướng bị hoãn lại cho đến ngày 16/8, khi Tòa án Hiến pháp Thái Lan đã ra phán quyết bác bỏ khiếu nại của Đảng Tiến lên. Quyết định Tòa án cho rằng "quyền lợi của những người khởi kiện không bị vi phạm và họ không có quyền khiếu kiện". Không thực hiện được quyền khiếu nại theo Điều 213 Hiến pháp nên không thể đề cử Pita làm Thủ tướng lần nữa trong nhiệm kỳ này.
Khi quyết định ban hành, vòng bỏ phiếu thứ ba chọn Thủ tướng có thể tiếp tục. Cuộc bỏ phiếu diễn ra vào ngày 22 tháng 8.

### Lần thứ ba
Cuộc bỏ phiếu thứ ba được tổ chức vào ngày 22 tháng 8. Cuộc bỏ phiếu yêu cầu chấp thuận từ Thành viên Hạ viện kết hợp với Thành viên Thượng viện đủ 375 phiếu theo quy định của Hiến pháp Vương quốc Thái Lan 2017 (Pita Limjaroenrat chỉ bị tạm đình chỉ đại biểu Hạ viện nên không giảm số phiếu tối thiểu). 
| Bỏ phiếu tín nhiệm Srettha Thavisin 22/8/2023 |                | |           |
| Quốc hội                                      | Phiều bầu      | Đảng | Phiếu bầu |
| Thượng viện                                   | Đồng ý         | Đồng ý | 152 / 249 |
| Thượng viện                                   | Không          | Không | 13 / 249  |
| Thượng viện                                   | Bỏ phiếu trắng | Bỏ phiếu trắng | 68 / 249  |
| Thượng viện                                   | Không tham dự  | Không tham dự | 16 / 249  |
| Hạ viện                                       | Đồng ý         | PTP (140), BJT (71), PPRP (39), UTN (36), Dem (16), CP (10), PCC (8), CPK (2), PTR (2), TLP (1), NDP (1), TPP (1), SPP (1), NP (1), PTC (1) | 330 / 499 |
| Hạ viện                                       | Không          | MFP (149), Dem (2), FP (1) | 152 / 499 |
| Hạ viện                                       | Bỏ phiếu trắng | Dem (6), PCC (1), TST (6) | 13 / 499  |
| Hạ viện                                       | Không tham dự  | MFP (1), PTP (1), PPRP (1), Dem (1) | 4 / 499   |

| ↓      |       |                                |
| 482    | 165   | 101                            |
| Đồng ý | Không | Bỏ phiếu trắng + Không tham dự |

Cuộc bỏ phiếu thứ ba này, ứng viên Srettha Thavisin đã nhận được tổng cộng 482 phiếu bầu, cuối cùng ông trở thành Thủ tướng.

## Danh sách thành viên
| Chức vụ                                 | Chức vụ                                                        | Họ và tên                            | Họ và tên | Nhiệm kỳ  | Nhiệm kỳ                    | Ghi chú                                     | Đảng                             | Đảng                             |
| Chức vụ                                 | Chức vụ                                                        | Họ và tên                            | Họ và tên | Bổ nhiệm  | Bãi nhiệm                   | Ghi chú                                     | Đảng                             | Đảng                             |
| --------------------------------------- | -------------------------------------------------------------- | ------------------------------------ | --------- | --------- | --------------------------- | ------------------------------------------- | -------------------------------- | -------------------------------- |
|                                         | Thủ tướng                                                      | Srettha Thavisin                     |           | 22/8/2023 | 14/8/2023                   | Từ chức theo quyết định từ Tòa án Hiến pháp |                                  | Pheu Thái                        |
| Phumtham Wechayachai                    | Thủ tướng                                                      |                                      | 14/8/2023 | 3/9/2024  | Quyền thủ tướng             |                                             | Pheu Thái                        |                                  |
| Phó Thủ tướng                           | Anutin Charnvirakul                                            |                                      | 1/9/2023  | 3/9/2024  |                             |                                             | Bhumjaithai                      |                                  |
| Phó Thủ tướng                           | Phumtham Wechayachai                                           |                                      | 1/9/2023  | 3/9/2024  |                             |                                             | Pheu Thái                        |                                  |
| Phó Thủ tướng                           | Parnpree Bahiddha-Nukara                                       |                                      | 1/9/2023  | 27/4/2024 |                             |                                             | Pheu Thái                        |                                  |
| Phó Thủ tướng                           | Đại tướng Cảnh sát Patcharawat Wongsuwan                       |                                      | 1/9/2023  | 3/9/2024  |                             |                                             | Đảng Quyền lực Nhà nước Nhân dân |                                  |
| Phó Thủ tướng                           | Pirapan Salirathavibhaga                                       |                                      | 1/9/2023  | 3/9/2024  |                             |                                             | Quốc gia Thái thống nhất         |                                  |
| Phó Thủ tướng                           | Somsak Thepsuthin                                              |                                      | 1/9/2023  | 27/4/2024 | trở thành Bộ trưởng Bộ Y tế |                                             | Pheu Thái                        |                                  |
| Phó Thủ tướng                           | Suriya Juangroongruangkit                                      |                                      | 27/4/2024 | 3/9/2024  |                             |                                             | Pheu Thái                        |                                  |
| Phó Thủ tướng                           | Pichai Chunhavajira                                            |                                      | 27/4/2024 | 3/9/2024  |                             |                                             | Pheu Thái                        |                                  |
| Bộ trưởng Văn phòng Thủ tướng           | Puangpetch Chunla-iad                                          |                                      | 1/9/2023  | 27/4/2024 | Miễn nhiệm                  |                                             | Pheu Thái                        |                                  |
| Bộ trưởng Văn phòng Thủ tướng           | Jakkaphong Saengmanee                                          |                                      | 27/4/2024 | 3/9/2024  |                             |                                             | Pheu Thái                        |                                  |
| Bộ trưởng Văn phòng Thủ tướng           | Pichit Chuenban                                                |                                      | 27/4/2024 | 21/5/2024 | Từ chức                     |                                             | Pheu Thái                        |                                  |
| Bộ trưởng Văn phòng Thủ tướng           | Jiraporn Sindhuprai                                            |                                      | 27/4/2024 | 3/9/2024  |                             |                                             | Pheu Thái                        |                                  |
|                                         | Bộ trưởng Bộ Nông nghiệp và Hợp tác xã                         | Thamanat Prompow                     |           | 1/9/2023  | 3/9/2024                    |                                             |                                  | Đảng Quyền lực Nhà nước Nhân dân |
| Thứ trưởng Bộ Nông nghiệp và Hợp tác xã | Anucha Nakasai                                                 |                                      | 1/9/2023  | 27/4/2024 |                             |                                             | Quốc gia Thái thống nhất         |                                  |
| Thứ trưởng Bộ Nông nghiệp và Hợp tác xã | Chaiya Phromma                                                 |                                      | 1/9/2023  | 27/4/2024 |                             |                                             | Pheu Thái                        |                                  |
| Thứ trưởng Bộ Nông nghiệp và Hợp tác xã | Atthakorn Sirilatthayakorn                                     |                                      | 27/4/2024 | 3/9/2024  |                             |                                             | Đảng Quyền lực Nhà nước Nhân dân |                                  |
|                                         | Bộ trưởng Bộ Thương mại                                        | Phumtham Wechayachai                 |           | 1/9/2023  | 3/9/2024                    | Phó Thủ tướng kiêm nhiệm                    |                                  | Pheu Thái                        |
| Thứ trưởng Bộ Thương mại                | Napinthorn Srisappang                                          |                                      | 1/9/2023  | 3/9/2024  |                             |                                             | Bhumjaithai                      |                                  |
|                                         | Bộ trưởng Bộ Văn hóa                                           | Sermsak Pongpanich                   |           | 1/9/2023  | 3/9/2024                    |                                             |                                  | Pheu Thái                        |
|                                         | Bộ trưởng Bộ Quốc phòng                                        | Sutin Klungsang                      |           | 1/9/2023  | 3/9/2024                    |                                             |                                  | Pheu Thái                        |
|                                         | Bộ trưởng Bộ Kinh tế và Xã hội số                              | Prasert Chanthararuangthong          |           | 1/9/2023  | 3/9/2024                    |                                             |                                  | Pheu Thái                        |
|                                         | Bộ trưởng Bộ Giáo dục                                          | Đại tướng Cảnh sát Permpoon Chidchob |           | 1/9/2023  | 3/9/2024                    |                                             |                                  | Bhumjaithai                      |
| Thứ trưởng Bộ Giáo dục                  | Surasak Phancharoenworakul                                     |                                      | 1/9/2023  | 3/9/2024  |                             |                                             | Bhumjaithai                      |                                  |
|                                         | Bộ trưởng Bộ Năng lượng                                        | Pirapan Salirathavibhaga             |           | 1/9/2023  | 3/9/2024                    | Phó Thủ tướng kiêm nhiệm                    |                                  | Quốc gia Thái thống nhất         |
|                                         | Bộ trưởng Bộ Tài chính                                         | Srettha Thavisin                     |           | 1/9/2023  | 27/4/2024                   | Thủ tướng kiêm nhiệm                        |                                  | Pheu Thái                        |
| Pichai Chunhavajira                     | Bộ trưởng Bộ Tài chính                                         |                                      | 27/4/2024 | 3/9/2024  |                             |                                             | Pheu Thái                        |                                  |
| Thứ trưởng Bộ Tài chính                 | Julapun Amornvivat                                             |                                      | 1/9/2023  | 3/9/2024  |                             |                                             | Pheu Thái                        |                                  |
| Thứ trưởng Bộ Tài chính                 | Kritsada Jinavijarana                                          |                                      | 1/9/2023  | 8/5/2024  |                             |                                             | Quốc gia Thái thống nhất         |                                  |
| Thứ trưởng Bộ Tài chính                 | Phaopoom Rojanasakul                                           |                                      | 27/4/2024 | 3/9/2024  |                             |                                             | Pheu Thái                        |                                  |
|                                         | Bộ trưởng Bộ Ngoại Giao                                        | Parnpree Bahiddha-Nukara             |           | 1/9/2023  | 28/4/2024                   | Phó Thủ tướng kiêm nhiệm                    |                                  | Pheu Thái                        |
| Maris Sangiampongsa                     | Bộ trưởng Bộ Ngoại Giao                                        |                                      | 30/4/2024 | 3/9/2024  |                             |                                             | Pheu Thái                        |                                  |
| Thứ trưởng Bộ Ngoại giao                | Jakkaphong Saengmanee                                          |                                      | 1/9/2023  | 27/4/2024 |                             |                                             | Pheu Thái                        |                                  |
|                                         | Bộ trưởng Bộ Giáo dục Đại học, Khoa học, Nghiên cứu và Đổi mới | Supamas Isarabhakdi                  |           | 1/9/2023  | Đương nhiệm                 |                                             |                                  | Bhumjaithai                      |
|                                         | Bộ trưởng Bộ Công nghiệp                                       | Pimpatra Wichaikul                   |           | 1/9/2023  | 3/9/2024                    |                                             |                                  | Quốc gia Thái thống nhất         |
|                                         | Bộ trưởng Bộ Nội vụ                                            | Anutin Charnvirakul                  |           | 1/9/2023  | 3/9/2024                    | Phó Thủ tướng kiêm nhiệm                    |                                  | Bhumjaithai                      |
| Thứ trưởng Bộ Nội vụ                    | Chada Chaiseth                                                 |                                      | 1/9/2023  | 3/9/2024  |                             |                                             | Bhumjaithai                      |                                  |
| Thứ trưởng Bộ Nội vụ                    | Kriang Kantinan                                                |                                      | 1/9/2023  | 3/9/2024  |                             |                                             | Pheu Thái                        |                                  |
| Thứ trưởng Bộ Nội vụ                    | Songsak Thongsri                                               |                                      | 1/9/2023  | 3/9/2024  |                             |                                             | Bhumjaithai                      |                                  |
|                                         | Bộ trưởng Bộ Tư pháp                                           | Đại tá Thawee Sodsong                |           | 1/9/2023  | 3/9/2024                    |                                             |                                  | Prachachat                       |
|                                         | Bộ trưởng Bộ Lao động                                          | Phiphat Ratchakitprakarn             |           | 1/9/2023  | 3/9/2024                    |                                             |                                  | Bhumjaithai                      |
|                                         | Bộ trưởng Bộ Tài nguyên và Môi trường                          | Patcharawat Wongsuwan                |           | 1/9/2023  | 3/9/2024                    | Phó Thủ tướng kiêm nhiệm                    |                                  | Đảng Quyền lực Nhà nước Nhân dân |
|                                         | Bộ trưởng Bộ Y tế                                              | Chonlanan Srikaew                    |           | 1/9/2023  | 3/9/2024                    |                                             |                                  | Pheu Thái                        |
| Thứ trưởng Bộ Y tế                      | Santi Promphat                                                 |                                      | 1/9/2023  | 3/9/2024  |                             |                                             | Đảng Quyền lực Nhà nước Nhân dân |                                  |
|                                         | Bộ trưởng Bộ Phát triển xã hội và An ninh con người            | Varawut Silpa-archa                  |           | 1/9/2023  | 3/9/2024                    |                                             |                                  | Chart Thai Pattana               |
|                                         | Bộ trưởng Bộ Du lịch và Thể thao                               | Sadawan Wangsuphakijkosol            |           | 1/9/2023  | 3/9/2024                    |                                             |                                  | Pheu Thái                        |
|                                         | Bộ trưởng Bộ Giao thông vận tải                                | Suriya Juangroongruangkit            |           | 1/9/2023  | 3/9/2024                    |                                             |                                  | Pheu Thái                        |
| Thứ trưởng Bộ Giao thông vận tải        | Suraphong Piyachote                                            |                                      | 1/9/2023  | 3/9/2024  |                             |                                             | Pheu Thái                        |                                  |
| Thứ trưởng Bộ Giao thông vận tải        | Manaporn Charoensri                                            |                                      | 1/9/2023  | 3/9/2024  |                             |                                             | Pheu Thái                        |                                  |

## Phân tích Đảng

### Bắt đầu nhiệm kỳ

#### Thủ tướng và Phó Thủ tướng
| - Pheu Thái                        | 4 |
| - Bhumjaithai                      | 1 |
| - Đảng Quốc gia Thái thống nhất    | 1 |
| - Đảng Quyền lực Nhà nước Nhân dân | 1 |

#### Bộ trưởng
| - Pheu Thái                        | 10 |
| - Bhumjaithai                      | 4  |
| - Đảng Quốc gia Thái thống nhất    | 2  |
| - Đảng Quyền lực Nhà nước Nhân dân | 2  |
| - Đảng Prachachat                  | 1  |
| - Đảng Chart Thai Pattana          | 1  |

#### Thành viên
- Pheu Thái (PTP): Thủ tướng, 4 Phó thủ tướng, 10 Bộ trưởng, 6 Thứ trưởng
- Bhumjaithai (BJT): 1 Phó Thủ tướng, 4 Bộ trưởng, 4 Thứ trưởng
- Đảng Quốc gia Thái thống nhất (UTN): 1 Phó Thủ tướng, 2 Bộ trưởng, 2 Thứ trưởng
- Đảng Quyền lực Nhà nước Nhân dân (PPRP): 1 Phó Thủ tướng, 2 Bộ trưởng, 1 Thứ trưởng
- Đảng Prachachat (PCC): 1 Bộ trưởng
- Đảng Chart Thai Pattana (CP): 1 Bộ trưởng